# Martin Huidobro
Martin Huidobro (* 4. Juli 1972 in Aachen) ist ein deutscher Künstler aus Düsseldorf.

## Leben und Werk
Martin Huidobro studierte von 1992 bis 1994 Philosophie und Psychologie in Bonn. Von 1994 bis 2001 absolvierte er ein Studium der Bildenden Kunst an der Kunstakademie Düsseldorf bei Konrad Klapheck und Fritz Schwegler, dessen Meisterschüler er 2000 wurde.
Zentrales Thema in Huidobros Bildern, Objekten und Installationen ist der Gegenstand mit seinen funktionalen, ästhetischen und evokativen Attributen. Formen und Farben werden auf das Wesentliche verdichtet, wobei die Dinge eine rigorose Abstraktion erfahren. Konzeptionell zielt Huidobros Kunst auf die Auflösung der Grenzen zwischen Malerei, Design, Plastik und Architektur.
Arbeiten von Martin Huidobro waren seit 2001 in Einzel- oder Gruppenausstellungen, unter anderem im Kunstraum Dornbirn, Mehrwert e.V., Aachen, der Städtischen Galerie Ravensburg, Kunstruimte Villa de Bank, Enschede, der Ehemaligen Reichsabtei in Aachen-Kornelimünster, der Galerie Hans Strelow und bei der Düsseldorfer Nacht der Museen zu sehen. Sein Werk ist in privaten wie auch öffentlichen Sammlungen, unter anderem der Kunstsammlung Nordrhein-Westfalen, vertreten. 

## Auszeichnungen
- 2002: Förderkoje des Bundesverbandes Deutscher Galerien und Kunsthändler auf der Art Cologne, Köln
- 2006: Tijdelijke kunst in het Blijdensteinpark, Enschede, Niederlande